# Herbert Grundmann (Buchhändler)
Herbert Grundmann (* 10. September 1913 in Lehe (Bremerhaven); † 27. November 1981 in Bonn) war ein deutscher Buchhändler, Verleger und Buch- und Musikwissenschaftler.

## Leben
Grundmanns Vater war der Kaufmann Otto Grundmann, ab 1919 Direktor der Viehmarktsbank der Unterweserstädte (Lehe, Bremerhaven, Geestemünde).
Herbert Grundmann besuchte die Oberrealschule in Lehe, die heutige Lessingschule. Nach dem Abitur (1932) absolvierte er eine Buchhändlerausbildung in Halle a/S. Neben seiner Berufstätigkeit studierte er 1932–1941 Philosophie, Musikwissenschaft, Kunstgeschichte und Germanistik in Halle, München und Bonn. Nach zwei Jahren bei der Buchhandlung Hugendubel in München trat er 1938 in die traditionsreiche (umbenannte) Bonner Universitätsbuchhandlung H. Bouvier & Co. ein. Er wurde bald Gesellschafter. 1941 zur Wehrmacht eingezogen, widmete er sich 1945 dem Wiederaufbau des kriegszerstörten Betriebes. Im Jahr darauf ließ er die 1936 erloschene Verlagstätigkeit des Unternehmens wiederaufleben. Seit 1953 Alleininhaber, baute er das Unternehmen zu einer renommierten Verlagsbuchhandlung aus. 1972 in mehrere Sparten aufgeteilt, spezialisierte sie sich wie zuvor auf Literatur und Wissenschaft.
Grundmann nahm viele Ehrenämter wahr, vor allem im Börsenverein des Deutschen Buchhandels und als Mitbegründer und Vorstandsmitglied des Rheinisch-Westfälischen Verleger- und Buchhändlerverbandes. Sein 1956 verfasstes Buchhändlerisches Manifest wurde zur Grundlage der Londoner und Pariser Resolutionen der Internationalen Buchhändler-Vereinigung. Grundmann veröffentlichte zahlreiche Beiträge zu Buchhandel, Buchwissenschaft und Musikwissenschaft. Er trat auch als einfallsreicher Veranstalter und Ausleger musikalischer Werke hervor.
Sein Nachlass wird im Deutschen Buch- und Schriftmuseum in Leipzig verwahrt.

## Ehrungen
- Friedrich-Christoph-Perthes-Medaille des Deutschen Börsenvereins
- Ehrenring des Deutschen Sortimentsbuchhandels

## Werke
Ein Verzeichnis von Grundmanns Veröffentlichungen, Vorträgen und Entwürfen findet sich in Bilanz (deutsches Wirtschaftsmagazin) (1982), S. 27–62.
- Zwischenbilanz, 1973.
- Bouvier 1828–1978 (Hrsg.). 1978.
- Buchhandel zwischen Geist und Kommerz. 1984